# Birchenough-bron
Birchenough-bron är en 378 meter lång bågbro av stål över floden Save vid orten med samma namn omkring 62 kilometer från Chipinge i södra delen av provinsen 
Manicaland i Zimbabwe. 
Bron ritades av ingenjör Ralph Freeman, som också har ritat Sydney Harbour Bridge, och dess spann var världens tredje längsta vid brons invigning år 1935.
Byggnadsarbetet utfördes  huvudsakligen av lokal arbetskraft kompletterad med omkring 30 européer. Stålarbetarna och kranförarna var från Storbritannien och omkring 600 arbetare anställdes lokalt i Rhodesia. Byggkostnaden uppgick till omkring 150 000 pund.
Bron, som är uppkallad efter Sir Henry Birchenough, som var direktör för
British South Africa Company, invigdes den 20 december 1935 av Sydrhodesias guvernör Herbert Stanley.